# Serafino Belli
Serafino Saverio Belli (* 1772 in Siena; † 19. August 1831 ebendort) war ein italienischer Mathematiker und Architekt.

## Leben
Serafino war der Sohn des Rechtsgelehrten Pietro Giacomo. Sein Studium absolvierte bei Lorenzo Feliciati (Zeichnen) und Giovanni Bartalucci (Architektur).
1803 wurde er als Zivil- und Militärarchitekt an das Collegio Tolomei in Siena berufen. 1809 war er für den Bau der Sala für Giovanni Pieri verantwortlich. 1816 wurde er Professor für Geometrie an der Universität Siena. Im Jahr 1819 wurde er Direktor des Katasteramtes in seiner Heimatstadt.
Er ist vor allem für sein architektonisches Werk bekannt und war vor allem in seiner Heimatstadt aktiv, wo er an der Renovierung mehrerer Gebäude und Anlagen arbeitete, die durch das Erdbeben von 1798 beschädigt worden waren:
- Palazzo Pieri
- Palazzo Incontri (um 1802)
- Palazzo Piccolomini Lucarini Bellanti (um 1804)
- Fontana del Pantaneto (1807)[2]

Er war auch für die Restaurierung der Villa des Bankiers Crescenzio Turamini verantwortlich, die 1525 nach Plänen des Architekten Baldassare Peruzzi auf den Ruinen des Castello di Belcaro errichtet worden war und 1812 restauriert wurde.
Serafino Belli veröffentlichte auch zahlreiche mathematische Publikationen.

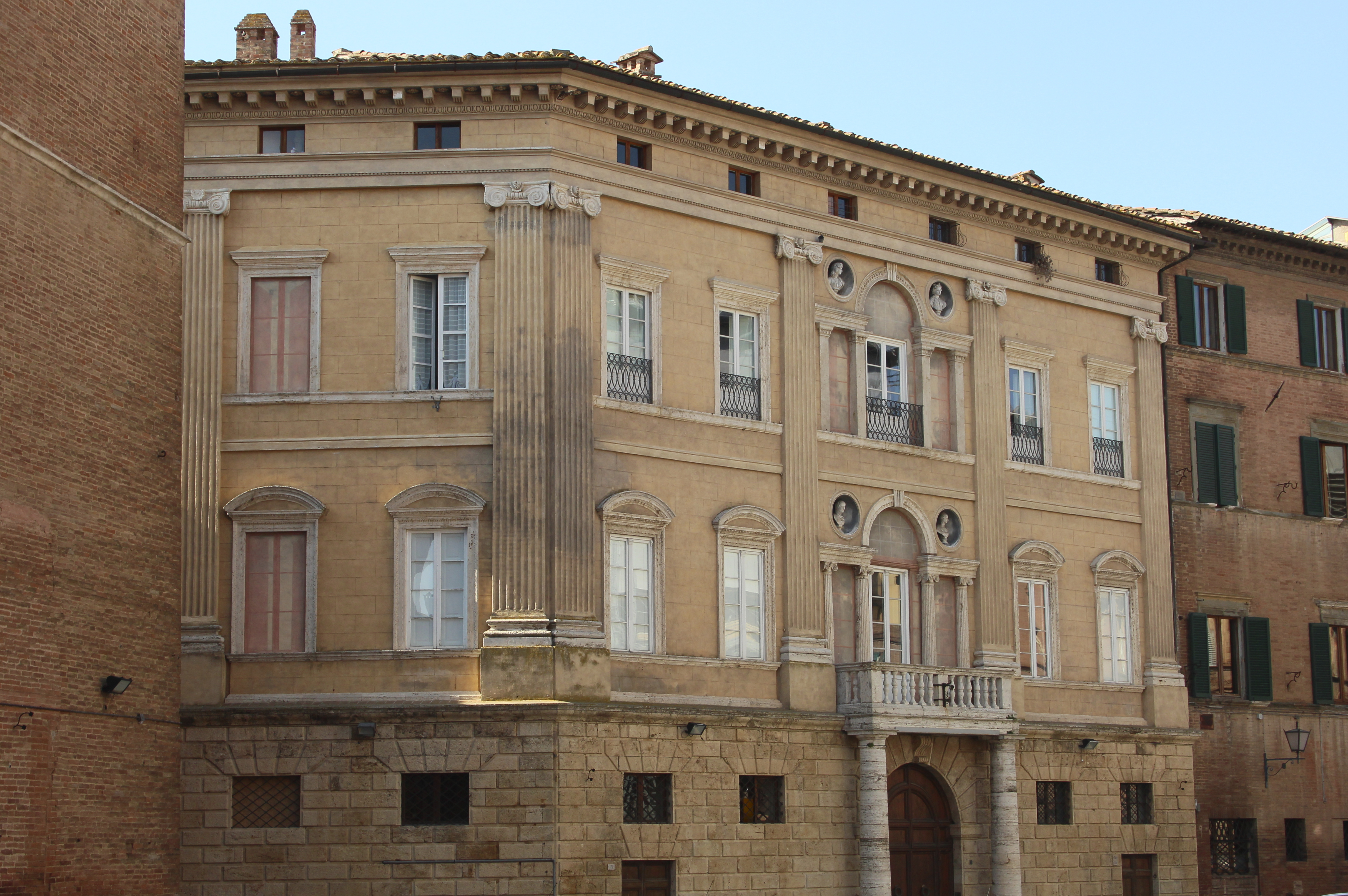
Der Palazzo Incontri in Siena
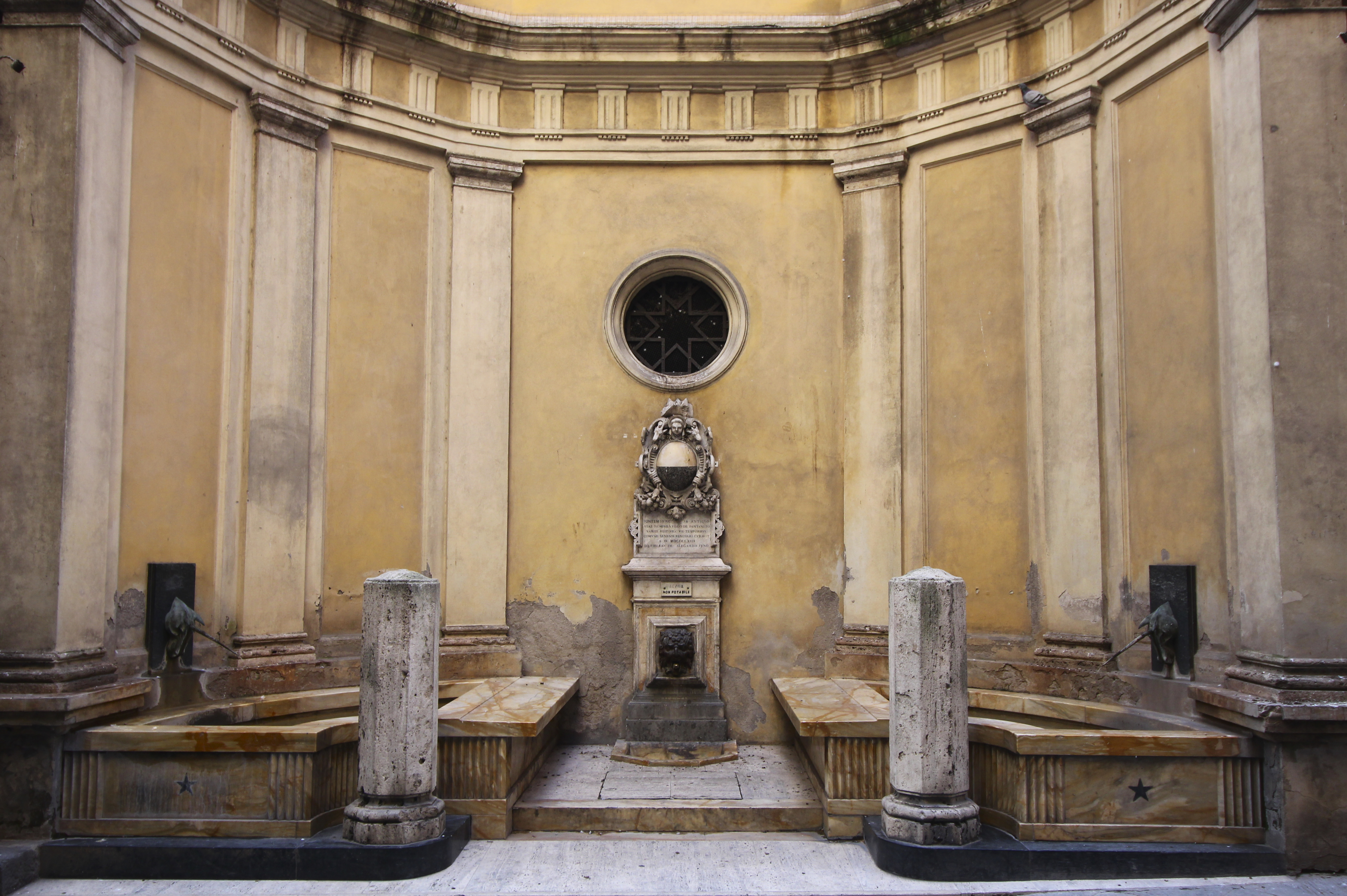
Der Brunnen Fontana del Leocorno in Siena
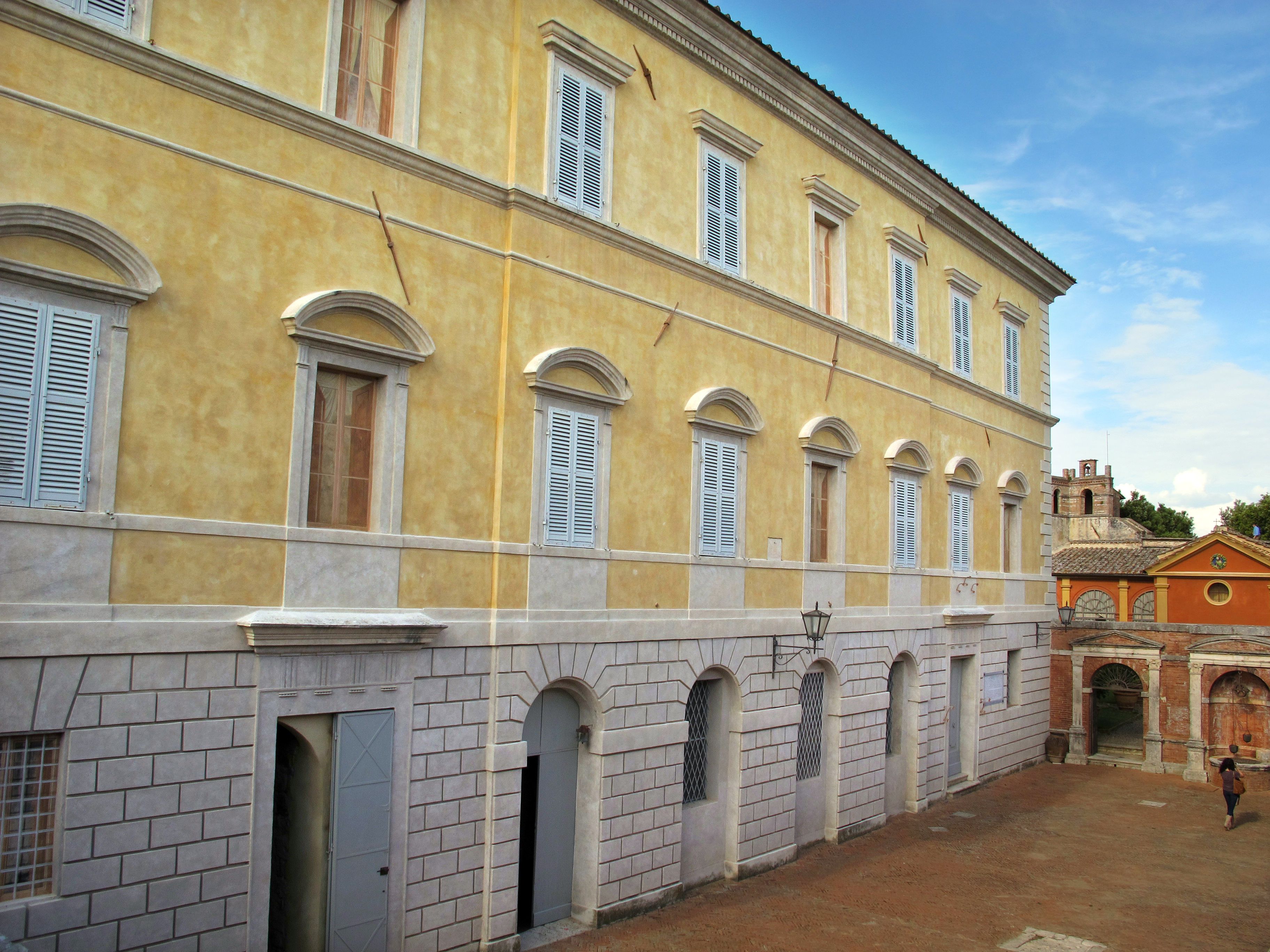
Die Villa des Castello di Belcaro

## Werke
- Serafino Belli: Elementi di geometria di Serafino Belli pubblico professore della stessa facolttà nell'I. e R. Università di Siena. Onorato Porri, 1816, S. 312 (eingeschränkte Vorschau in der Google-Buchsuche).
- Serafino Belli: Principi di Aritmetica, e di Algebra. Presso Guido Mucci, 1825, S. 363 (italienisch, eingeschränkte Vorschau in der Google-Buchsuche).